# Söderby och Hemmingstorp
Söderby och Hemmingstorp is een plaats (småort) in de gemeente Upplands Väsby in het landschap Uppland en de provincie Stockholms län in Zweden. De plaats heeft 51 inwoners (2010) en een oppervlakte van 10 hectare.